# Perfectionist
Perfeccionist —en español: Perfeccionista— es el álbum debut de la cantante británica Natalia Kills. Fue lanzado en versión digital el 15 de marzo de 2011, y en formato físico el 1 de abril en Alemania.
En su semana debut vendió 14.000 copias en Estados Unidos y alcanzando el puesto número 134.

## Antecedentes
Kills comenzó a elaborar el álbum desde principios de 2009 y lo describe de la siguiente manera: "Quería expresarme musical y visualmente, para mostrar lo que soy y lo que me inspira. Me encanta el cine mudo de los años 20. Quería que mi álbum y videoclip fuera en el estilo clásico del cine negro y con corbata, es ese el concepto".

## Recepción de la crítica
Lewis Corner de Digital Spy calificó al álbum con cuatro estrellas, y señaló que Kills "coquetea con el sonido electro-gótico y dark, con la metáfora sembrada en su letras y ocurrencias humorísticas", que son exhibidos en los temas «Mirrors»  y «Zombie». Y continuó: "...En la propia visión de Kills y en cada instante que florece el pop surrealista es diseñado con tal precisión por algunos respetados de la industria que el resultado es tan fascinante y loco.". La revista británica Star le dio al álbum cinco estrellas y escribió que "Sencillos sorprendentes y muy pop caprichoso para arrancar". Jon O'Brien de All music dando a Pefectionist tres estrellas consideró que "Es demasiado calculado", y que Kills "...Parece estar más preocupada por demostrar que creció para producir cualquier tipo de música que la respalde, siendo demasiado inconformista y sensacionalista".

## Crítica
Lewis Corner de Digital Spy señaló que " un oscuro y electro - gótico coquetea paisajes sonoros con letras de Muertes metáfora sembrado de buen humor y ocurrencias ", que están " mejor lució en ' Espejos ' y ' Zombie ' ". Y continuó: " Cada momento de florituras surreality pop de la propia visión de muertes, entonces es finamente diseñada por algunos de los más respetados de la industria las cifras - el resultado tan emocionante como lo es completamente loco ". [ 9 ] Star revista británica considera el álbum como " cosas sorprendentes y un gran estallido de mal humor para arrancar ". [ 11 ] Jon O'Brien, de Allmusic consideró que " hay algo un poco demasiado calculada " sobre el álbum, y que" muertes parece estar más preocupado por demostrar que ella es un adulto que en realidad producir cualquier tipo de música que lo respalde ", concluyendo que" Perfectionist es demasiado formulista y efectista a la altura de las evidentes intenciones inconformistas Kills ' ".
So So Gay tuvo una respuesta positiva, diciendo:. "Es fácil olvidar que Natalia Kills es en realidad de Bradford, ya que el disco tiene un ambiente típicamente americano todo bien esto no es necesariamente algo malo, no se puede dejar de sentir muertes que ha vendido a los productores y ejecutivos de registro con el fin de hacer que suene como " la próxima gran cosa ". Mientras que Natalia ha sido bendecida con un sonido refrescante individual, esto está enterrado dentro de las capas de ajuste automático y los efectos. Sin embargo, a lo largo de todo esto, la visión Muertes brilla espectacularmente cada palabra de la introducción está claramente evaluado y se diseca en casi todas las pistas, y esto hace que Perfeccionista en un álbum que es fácil de escuchar sin saltar una pista,.. no es poca cosa " de las consecuencias del Sound le dio al álbum una crítica agridulce diciendo: " Su álbum debut, Perfeccionista, marca el lugar de la marca de muertes ' de pop:. una mezcla saludable de Gaga y Rihanna, adornado con los latidos de Britney mejor Ella no varía de lo prometedor. fórmula de pop, haciendo su música lejos de innovador dicho esto, su música pop hace lo que mejor sabe hacer: Te hace bailar y no pido que pienses ".

## Concepto
Muertes, dijo sobre el sonido álbumes: "Mucha gente ha descrito mi música como pop oscuro, que puedo entender que las letras son depresivos y mayor confrontación que un montón de música comercial ha sido recientemente es sin embargo que cree que debería ser descrito., supongo. Supongo que tengo un estilo que me gusta, pero es subconsciente. Mis nuevos ' Mirrors ' solo yo describiría como Eurythmics "Sweet Dreams " para el año 2011. " "Definitivamente es un álbum conceptual: todas las canciones giran en torno a mi ambición, las celebraciones, la frustración y la decepción de ser un perfeccionista; creo que todos somos perfeccionistas, todos estamos buscando lo mejor para cumplir con nuestras ideologías y sueños.
El disco se abre con una breve introducción, que cuenta con un terapeuta robótico que suena detallando las imperfecciones de su alter ego. Las siguientes canciones, "Wonderland y" gratis " son números synthpop brillantes, "Libre" se describe como una pista más ligera destoken y se hace eco de algunos de los personajes anteriores Kills ". " Break You duro" es una ballsy, número actitud cargada de prestado un aire atmosférico gracias a sus ritmos hipnóticos dispersos. la quinta canción del álbum " Zombie" se describe como una canción electro -R & B gótico. " Espejos " fusibles burbujeantes 80 synthpop líneas de bajo, guitarras rock de estadio, y un estribillo en falsete himno en su actuación más convincente como una diva futurista luchadora. "Not in Love" es un ácido rebanada casa de inspiración de los remolinos de la electrónica que proporciona un respiro de la constante del álbum suelo de relleno inclinaciones.
Acid Annie ' se describe como dando la impresión de un loco, puñalada danza con tintes de un álbum de rock, con montones de guitarra eléctrica marcada por una fuerte distorsión y arrebatos líricos enojados. " Superficial " es otra canción synthpop, las letras de las canciones explorar el precio del amor tanto como ' algo que el dinero no puede comprar "y una fuerza incontenible que se apodera de su vida de una manera" quirúrgica ", algo que no puede correr o esconderse de el 13 de pista en el álbum ". Nada dura para siempre "es una pista Auto -Tuned pesado, descrito como una exploración oscuro de la naturaleza adictiva, voluble del alma humana. El siguiente tema," Si yo fuera Dios ", se describe como Timbaland -esque influido canción. "Kill My Boyfriend " es una canción que aparece en la edición del álbum de EE. UU. y el Reino Unido, es descrita como una canción que juega un retroceso pop de los años 60 con el argumento de una película de terror, terroríficamente perfecto.

## Desempeño comercial
"Perfectionist logró un éxito moderado en las listas. El álbum alcanzó su punto máximo en el número 35 en Austria y permaneció en las listas durante 8 semanas.En Alemania, el álbum alcanzó el número 50 en las listas de éxitos y se mantuvo en las listas durante 3 semanas,, mientras que llegando al número 94 en Suiza y se mantuvo en las listas durante 1 semana.  El álbum también alcanzó un máximo en el número 36 en Canadá, 129 en las listas de álbumes del Reino Unido. En los EE. UU. que alcanzó el puesto número 134, mientras que lo hace el número 6 en el Dance / Electronic lista de álbumes.

## Singles
"Mirrors" fue lanzado el 10 de agosto de 2010 siendo el primer sencillo del álbum, el cual causó curiosidad por saber quien era natalia kills, el video fue lanzado el 29 de noviembre del mismo año.
"Wonderland" fue lanzado como sencillo el 12 de abril de 2011 en Alemania y Estados Unidos, siendo consideradas por varios críticos como el mejor vídeo y canción de Kills hasta la fecha, el video fue lanzado el 6 de abril de 2011 y fue censurado por las fuertes escenas que contenía, después de ello se subió el vídeo sin censura.
"Free" es el tercer sencillo del álbum, acompañado por Will.i.am, esta canción ha sido la más famosa de Natalia, fue lanzada como sencillo el 28 de junio en Estados Unidos y en fechas sucesivas en Alemania e Inglaterra. Esta canción tiene 2 videos, el primero lanzado el 6 de agosto de 2011 y el segundo, exclusivo en 3D para Panasonic, lanzado el 12 de septiembre del mismo año.
"Kill My Boyfriend" es el cuarto sencillo de Perfectionist, un videoclip se filtró en internet a mediados de diciembre pero resultó no ser la versión final.

### Sencillos promocionales
«Zombie» fue el primer sencillo promocional, fue lanzado el 21 de diciembre de 2009, y su vídeo fue lanzado el 15 de marzo de 2010.
«Activate My Heart» es el segundo sencillo promocional, fue lanzado el 13 de abril de 2010, su vídeo fue filtrado y a raíz de esto, Kills decidió subirlo el 17 de diciembre de 2010. La canción sin embargo no fue puesta en el álbum por motivos que se desconocen.

## Lista de canciones
- Edición estándar

| Perfectionist |                                              |                                  |          |  |
| N.º           | Título                                       | Escritor(es)                     | Duración |  |
| 1.            | «Perfection»                                 | Kills                            | 0:32     |  |
| 2.            | «Wonderland»                                 | Kills/Feemster/Warren            | 3:31     |  |
| 3.            | «Free»                                       | Kills/Bhasker/Mescudi/Wilson     | 3:57     |  |
| 4.            | «Break you hard»                             | Kills/Feemster                   | 4:22     |  |
| 5.            | «Zombie»                                     | Kills/Bhasker                    | 3:19     |  |
| 6.            | «Love is a suicide»                          | Kills/Garibay/Warren             | 3:57     |  |
| 7.            | «Mirrors»                                    | Kills/Kierszenbaum/Akon/Tuinfort | 3:16     |  |
| 8.            | «Not in love»                                | Kills/Kierszenbaum               | 3:23     |  |
| 9.            | «Acid Annie»                                 | Kills/Kierszenbaum               | 3:37     |  |
| 10.           | «Superficial»                                | Kills/Feemster                   | 3:17     |  |
| 11.           | «Broke»                                      | Kills/Garibay/Warren             | 4:08     |  |
| 12.           | «Heaven»                                     | Kills/Bhasker                    | 4:49     |  |
| 13.           | «Nothing lasts forever» (feat. Billy Kraven) | Kills/Bhasker                    | 3:30     |  |
| 14.           | «If I was god»                               | Kills/Feemster                   | 4:43     |  |

- Edición austríaca, alemana y suiza

| iTunes bonus tracks |                                                  |          |  |
| N.º                 | Título                                           | Duración |  |
| 15.                 | «Mirrors» (Live at The Cherrytree house)         | 3:45     |  |
| 16.                 | «Zombie» (Kleerup Remix)                         | 4:02     |  |
| 17.                 | «Mirrors» (Tonka Dynamix)                        | 5:41     |  |
| 18.                 | «Mirrors (Video)» (Live at The Cherrytree house) | 3:47     |  |

- Edición norteamericana

Excluye Heaven, Nothing lasts forever y Perfection.
| Edición normal |                          |          |  |
| N.º            | Título                   | Duración |  |
| 19.            | «Free» (Feat. Will.i.am) | 4:29     |  |

- Edición norteamericana, británica y brasileña

Incluye la edición estándar, el tema Free (feat. Will.i.am)y Kill My Boyfriend.
| Edición iTunes deluxe |                     |                      |          |  |
| N.º                   | Título              | Escritor(es)         | Duración |  |
| 20.                   | «Kill my boyfriend» | Kills/Caldera/Carret | 3:31     |  |

## Personal
| - Natalia Kills – voz - Akon – productor (pista 7) - Jeff Bhasker – productor, ingeniero (pistas 3, 5, 12, 13); mixing (pista 5); voces (pista 13) - Dr. Orton – voz (pista 1) - Lauren Dukoff – fotógrafo - Theron Feemster – productor, instrumentalización (pistas 2, 4, 10, 14); guitarra (pista 2); backing vocals (pistas 2, 10, 14) - Fernando Garibay – productor, ingeniero (pistas 6, 11) - Mark "Exit" Goodchild – ingeniero (pista 7) - Gene Grimaldi – masterización - Nick J. Groff – coordinador A&R - Robert Horn – ingeniero, guitarra (pista 2) - Neil Jacobson – A&R - Zach Kasik – ingeniero (pistas 2, 4, 10, 14); guitarra (pista 4) | - Carlos Keery-Fisher – guitarra (pistas 4, 10) - Heather Kierszenbaum – operador 911 (pistas 9) - Martin Kierszenbaum – productor (pistas 1, 7–9); ingeniero (track 1); instrumentalización (pistas 7–9); backing vocals (pista 8); productor vocal (pista 11); productor ejecutivo, A&R - Anthony Kilhoffer – ingeniero (pistas 3, 13) - Robert Orton – mixing (pistas 1–4, 6–14); productor vocal (pista 11) - Julian Peploe – director arte y diseño - Andrea Ruffalo – coordinador A&R - Christopher Simila – backing vocals (pista 14) - Kristle Simila – backing vocals (pista 14) - Giorgio Tuinfort – productor, instrumentalización (pista 7) - Tony Ugyal – ingeniero (pistas 7–9, 11); productor vocal (pista 11) - will.i.am – productor ejecutivo - Dion "No I.D." Wilson – coproductor (pista 3) |

## Charts
| Tabla 2011                        | Posición |
| --------------------------------- | -------- |
| Albums Charts Australia           | 35       |
| Albums Charts Canadá              | 36       |
| Albums Charts Alemania            | 50       |
| Albums Chats Suiza                | 94       |
| Reino Unido Albums Charts         | 129      |
| EE. UU. Billboard 200             | 134      |
| EE. UU. Dance / Electronic Albums | 6        |
| EE. UU. álbumes Heatseekers       | 1        |

## Historial de lanzamientos
| Región         | Fecha                    | Etiquetas                                   | Formato(s)           |
| -------------- | ------------------------ | ------------------------------------------- | -------------------- |
| Francia        | 15 de marzo de 2011      | Universal Music                             | Descarga Digital     |
| Austria        | 1 de abril de 2011       | Universal Music                             | CD, Descarga Digital |
| Alemania       | 1 de abril de 2011       | Universal Music                             | CD, Descarga Digital |
| Suiza          | 1 de abril de 2011       | Universal Music                             | CD, Descarga Digital |
| Polonia        | 13 de mayo de 2011       | Universal Music                             | CD                   |
| Canadá         | 16 de agosto de 2011     | Universal Music                             | CD, Descarga Digital |
| Estados Unidos | 16 de agosto de 2011     | will.i.am, Cherrytree, Kon vivo, Interscope | CD, Descarga Digital |
| Reino Unido    | 19 de septiembre de 2011 | Polydor                                     | CD, Descarga Digital |
| Brasil         | 20 de septiembre de 2011 | Universal Music                             | CD                   |